# إدورني أوريارتي
إدورني أوريارتي سياسية وعالمة سياسة وعالمة اجتماع إسبانية. وهي عضوة في مجلس النواب الإسباني عن حزب الشعب الإسباني، وتمثل دائرة مدريد.

## الحياة والوظيفة
وُلدت يوريارتي في فرويز، وهي بلدة صغيرة في بسكاي. التحقت بمدرسة فرونيز العامة، وفي معهد مونغويا العام، حيث ركزت على دراسة نظرية الموسيقى وخاصة البيانو. عندما كانت صغيرة انخرطت في الحركة المناهضة للفرانكو.
في عام 1977 أصبح أوريارتي طالبًا للصحافة في جامعة إقليم الباسك. بعد أربع سنوات التحقت بجامعة كومبلوتنس بمدريد حيث درست علم الاجتماع والعلوم السياسية. في عام 1987 بدأت التدريس في جامعة إقليم الباسك، وفي عام 1992 تخرجت من جامعة كومبلوتنسي بدرجة الدكتوراه في علم الاجتماع والعلوم السياسية. كانت أطروحتها عبارة عن دراسة لمثقفين من إقليم الباسك. في عام 1995 أصبحت أستاذة ثابتة في جامعة إقليم الباسك.
في التسعينيات كانت أوريارتي عضوًا في الجهاز التنفيذي للحزب الاشتراكي في أوسكادي. في عام 1998 كانت أوريارتي أحد مؤسسي الجمعية المدنية فورو إرموا وانخرطت في منظمة الناشطة الشعبية باستا يا.
فازت أوريارتي برئاسة عام 2001 للعلوم السياسية في جامعة بلاد الباسك. في عام 2002 ، أصبحت رئيسة مؤسسة الحرية، ونأت بنفسها عن انتمائها السابق إلى الحزب الاشتراكي. كان هذا التحول مدفوعًا جزئيًا بتجاربها في معارضة الإرهاب الانفصالي الباسكي، والذي تضمن مواجهات خطيرة مع وطن الباسك والحرية.
أُدرجت أوريارتي في المركز الثالث على قائمة حزب الشعب الإسباني في الانتخابات العامة الإسبانية في أبريل 2019 لدائرة مدريد، وفازت بالمقعد الذي استمرت في شغله حتى نوفمبر 2019 في الانتخابات العامة الإسبانية.